# Esequie di san Girolamo
Le Esequie di san Girolamo è una pala d'altare di Fra Filippo Lippi, tempera su tavola (268x165 cm), databile tra il 1452 e il 1460 e conservata nel Museo dell'Opera del Duomo di Prato.

## Storia
La grande pala d'altare venne commissionata dal Preposto di Prato Geminiano Inghirami, personalità vivace e in contatto con la scena artistica fiorentina, che portò a Prato, tra gli altri, sia il Lippi per lavorare alla cappella Maggiore del Duomo di Prato, sia Donatello e Michelozzo per lavorare al pulpito. La tavola è di datazione però incerta e l'anno riportato (1440) è sempre stato ritenuto un falso per l'incongruenza stilistica rispetto ad opere dell'autore di quel periodo. Oggi si tende a collocare l'opera tra l'arrivo di Filippo Lippi a Prato, il 1452, o tutt'al più a qualche anno prima, e la morte dell'Inghirami, nel 1460.
Da sempre conservata nella cattedrale di Prato, la pala venne musealizzata nel XX secolo.

## Descrizione e stile
L'opera è ricca di personaggi ritratti in vari atteggiamenti. Al centro si trova disteso sul catafalco, sopra una preziosa stoffa decorata a melograni, il corpo di san Girolamo, circondato da un gruppo di monaci dolenti che, con vari stati d'animo dal dolore silenzioso al pianto e alla disperazione, gli stanno attorno. La stoffa a melograni del catafalco venne ripresa anche nel monumento funebre di Geminiano Inghirami già in San Francesco, opera di Desiderio da Settignano (1460).  I dolenti dimostrano la conoscenza degli affreschi della cappella Bardi di Giotto, con alcuni gesti ripresi abbastanza fedelmente, come il monaco che bacia i piedi del santo (che per Giotto era san Francesco d'Assisi) oppure quello che alza le mani. Anche la posizione del santo di profilo riecheggia Giotto, ma anche la numismatica antica, a quei tempi molto in voga.
In primo piano si trova il prelato Inghirami inginocchiato, con un fanciullo storpio davanti, che con il suo gesto di indicare il santo dirige l'occhio dello spettatore sul nodo della scena sacra, evitando che la ricca veste rossa del Preposto distragga troppo. La notazione realistica di usare uno storpio, ritratto fedelmente, venne ispirata dagli affreschi di Masaccio e Masolino nella Cappella Brancacci (San Pietro risana con l'ombra e Guarigione dello storpio), che il Lippi conosceva bene per essere stato monaco in gioventù proprio nel convento fiorentino del Carmine dove si trova la cappella.
La parte superiore della tavola, oltre alcune montagne rocciose dove sono ambientate tre scenette (Adorazione del Bambino e due scene della vita del santo), è occupata da schiere angeliche, probabilmente della mano di Fra Diamante o di un altro collaboratore anonimo, tra cui si riconoscono i cerchi che alludono ai Cieli del Paradiso, il Redentore in alto (con il Libro con l'alfa e l'omega), la colomba dello Spirito Santo e Gesù a braccia aperte.
In basso si trova uno stemma della famiglia Inghirami.